# Jekatierina Gradowa
Jekatierina Gradowa, ros. Екатерина Георгиевна Градова (ur. 6 października 1946 w Moskwie, zm. 22 lutego 2021 tamże) – radziecka i rosyjska aktorka teatralna i filmowa, Zasłużony Artysta RFSRR (1983).
Odtwórczyni roli radiotelegrafistki Katii w serialu Siedemnaście mgnień wiosny.
Pochowana na Cmentarzu Trojekurowskim w Moskwie.